# Pedro Cachín
Pedro Cachín (ur. 12 kwietnia 1995 w Bell Ville) – argentyński tenisista.

## Kariera tenisowa
W cyklu ATP Tour Argentyńczyk jest zwycięzcą jednego turnieju w grze pojedynczej.
W karierze zwyciężył w sześciu singlowych oraz dwóch deblowych turniejach cyklu ATP Challenger Tour. Ponadto wygrał dziewięć singlowych oraz sześć deblowych turniejów rangi ITF.
W 2022 roku podczas French Open zadebiutował w turnieju głównym imprezy Wielkiego Szlema w grze pojedynczej. Startując jako szczęśliwy przegrany z kwalifikacji, pokonał w pierwszej rundzie Norberta Gombosa. Odpadł w drugiej rundzie turnieju, po porażce z Hugo Gastonem.
W rankingu gry pojedynczej najwyżej był na 48. miejscu (7 sierpnia 2023), a w klasyfikacji gry podwójnej na 219. pozycji (9 maja 2022).

### Finały w turniejach ATP Tour
| Legenda                                      |
| -------------------------------------------- |
| Wielki Szlem                                 |
| Igrzyska olimpijskie                         |
| Tennis Masters Cup / ATP Finals              |
| ATP Masters Series / ATP Tour Masters 1000   |
| ATP International Series Gold / ATP Tour 500 |
| ATP International Series / ATP Tour 250      |

#### Gra pojedyncza (1–0)
| Końcowy wynik | Nr | Data          | Turniej | Nawierzchnia | Przeciwnik           | Wynik finału  |
| ------------- | -- | ------------- | ------- | ------------ | -------------------- | ------------- |
| Zwycięzca     | 1. | 23 lipca 2023 | Gstaad  | Ceglana      | Albert Ramos-Viñolas | 3:6, 6:0, 7:5 |

### Zwycięstwa w turniejach ATP Challenger Tour

#### Gra pojedyncza
| Końcowy wynik | Nr | Data             | Turniej       | Nawierzchnia | Przeciwnik          | Wynik finału     |
| ------------- | -- | ---------------- | ------------- | ------------ | ------------------- | ---------------- |
| Zwycięzca     | 1. | 13 września 2015 | Sewilla       | Ceglana      | Pablo Carreño-Busta | 7:5, 6:3         |
| Zwycięzca     | 2. | 11 kwietnia 2021 | Oeiras        | Ceglana      | Nuno Borges         | 7:6(4), 7:6(3)   |
| Zwycięzca     | 3. | 17 kwietnia 2022 | Madryt        | Ceglana      | Marco Trungelliti   | 6:3, 6:7(3), 6:3 |
| Zwycięzca     | 4. | 8 maja 2022      | Praga         | Ceglana      | Lorenzo Giustino    | 6:3, 7:6(4)      |
| Zwycięzca     | 5. | 10 lipca 2022    | Todi          | Ceglana      | Nicolás Kicker      | 6:4, 6:4         |
| Zwycięzca     | 6. | 21 sierpnia 2022 | Santo Domingo | Ceglana      | Marco Trungelliti   | 6:4, 2:6, 6:3    |

#### Gra podwójna
| Końcowy wynik | Nr | Data             | Turniej | Nawierzchnia | Partner         | Przeciwnicy                       | Wynik finału      |
| ------------- | -- | ---------------- | ------- | ------------ | --------------- | --------------------------------- | ----------------- |
| Zwycięzca     | 1. | 10 września 2017 | Sewilla | Ceglana      | Íñigo Cervantes | Iwan Gachow David Vega Hernández  | 6:7(5), 6:3, 10–5 |
| Zwycięzca     | 2. | 25 lipca 2021    | Tampere | Ceglana      | Facundo Mena    | Orlando Luz Felipe Meligeni Alves | 7:5, 6:3          |